# Wereldkampioenschappen synchroonzwemmen 2024 – Team acrobatische routine
De team acrobatische routine tijdens de wereldkampioenschappen synchroonzwemmen 2024 vond plaats op 3 en 4 februari 2024 in de Aspire Dome in Doha.

## Uitslag
| Rang   | Land             | Voorronde | Voorronde | Finale        | Finale        |
| Rang   | Land             | Punten    | Rang      | Punten        | Rang          |
| ------ | ---------------- | --------- | --------- | ------------- | ------------- |
| Goud   | China            | 247,0233  | 1         | 244,1767      | 1             |
| Zilver | Oekraïne         | 243,2134  | 2         | 243,3167      | 2             |
| Brons  | Verenigde Staten | 220,0534  | 6         | 242,2300      | 3             |
| 4      | Canada           | 220,8767  | 4         | 222,1367      | 4             |
| 5      | Spanje           | 220,3767  | 5         | 219,9367      | 5             |
| 6      | Italië           | 209,8799  | 9         | 213,3501      | 6             |
| 7      | Japan            | 209,8801  | 8         | 206,7434      | 7             |
| 8      | Egypte           | 186,9534  | 11        | 196,3433      | 8             |
| 9      | Israël           | 206,8200  | 10        | 188,5401      | 9             |
| 10     | Mexico           | 225,0267  | 3         | 187,6499      | 10            |
| 11     | Chili            | 182,6333  | 12        | 186,8766      | 11            |
| 12     | Griekenland      | 214,2368  | 7         | 173,0234      | 12            |
| 13     | Kazachstan       | 177,1933  | 13        | Uitgeschakeld | Uitgeschakeld |
| 14     | Hongarije        | 174,3800  | 14        | Uitgeschakeld | Uitgeschakeld |
| 15     | Australië        | 172,9033  | 15        | Uitgeschakeld | Uitgeschakeld |
| 16     | Slowakije        | 172,2900  | 16        | Uitgeschakeld | Uitgeschakeld |
| 17     | Thailand         | 161,9300  | 17        | Uitgeschakeld | Uitgeschakeld |
| 18     | Macau            | 158,0933  | 18        | Uitgeschakeld | Uitgeschakeld |
| 19     | Brazilië         | 147,3167  | 19        | Uitgeschakeld | Uitgeschakeld |